# Forme sesquilinéaire
En algèbre, une forme sesquilinéaire sur un espace vectoriel complexe E est une application de E × E dans ℂ, linéaire selon l'une des variables et semi-linéaire par rapport à l'autre variable. Elle possède donc une propriété de « un-et-demi » linéarité (cf. préfixe sesqui, qui signifie "dans un rapport de un et demi"). C'est l'équivalent complexe des formes bilinéaires réelles.
Les formes sesquilinéaires les plus étudiées sont les formes hermitiennes qui correspondent aux formes bilinéaires (réelles) symétriques. Parmi celles-ci, les formes hermitiennes définies positives permettent de munir E d'un produit scalaire et ouvrent à l'étude des espaces hermitiens, des espaces préhilbertiens complexes et des espaces de Hilbert.
Initialement prévue comme première étape pour la création d'une forme hermitienne sur ℂ, la notion de forme sesquilinéaire peut s'étendre à des espaces vectoriels sur d'autres corps et même à des modules sur des anneaux.

## Définitions et conventions

### Forme semi-linéaire
Soit E un ℂ-espace vectoriel, une application φ de E dans ℂ est une forme semi-linéaire  (ou antilinéaire) si elle respecte l'addition et presque la multiplication par un scalaire : 
pour tous x, y de E, pour tout λ de ℂ :
où λ est le conjugué de λ.
Une application (ou forme) semi-linéaire vérifie : 
 ce qui justifie l'autre terme utilisé :  application anti-linéaire.

### Formes sesquilinéaires
Les conventions qui suivent imposent un choix de l'argument qui est linéaire. Le choix ci-dessous (forme sesquilinéaire à gauche : première variable semi-linéaire, deuxième variable linéaire) est utilisé par tous les physiciens, ceci étant dû à l'origine à l'utilisation de la notation bra-ket (peut-être pas universel), mais le choix opposé est courant en mathématiques depuis les années 1950.
Soit E et F des espaces vectoriels complexes, une application f : E × F → ℂ est une forme sesquilinéaire à gauche si :
a) Elle est linéaire à droite : pour tout x de E, y, y' de F, pour tout λ de ℂ :
b) Elle est semi-linéaire à gauche, ce qui signifie que pour tout x, x' de E et  y de F, pour tout λ de ℂ :
Les formes sesquilinéaires (à gauche) constituent un sous-espace vectoriel complexe de l'espace des applications de E × F dans ℂ.
Une application f : E × F → ℂ est une forme sesquilinéaire à droite, si et seulement si, l'application g : F × E → ℂ, définie par g (x, y) = f (y, x) est sesquilinéaire à gauche.

### Formes hermitiennes
Une forme hermitienne (ou sesquilinéaire hermitienne) à gauche (resp. à droite) sur un espace vectoriel complexe E  est une forme sesquilinéaire à gauche (resp. à droite, suivant la convention choisie) sur E × E qui vérifie la propriété de symétrie hermitienne :
Pour tous x et y de E, {\displaystyle f(y,x)={\overline {f(x,y)}}}
En particulier, pour tout vecteur x de E : {\displaystyle f(x,x)={\overline {f(x,x)}}}, donc {\displaystyle f(x,x)} est un nombre réel. 
Réciproquement, une forme sesquilinéaire f , telle que f(x, x) est réel pour tout vecteur x, est hermitienne.
Les formes hermitiennes (à gauche) constituent un sous-espace vectoriel réel de l'espace des formes sesquilinéaires (à gauche).

### Formes hermitiennes positives
Une forme hermitienne positive est une forme sesquilinéaire telle que :
pour tout x de E, {\displaystyle f(x,x)\in \mathbb {R} ^{+}},
elle est alors hermitienne, d'après la caractérisation ci-dessus.

### Formes hermitiennes définies positives (produits scalaires)
Une forme hermitienne définie est une forme hermitienne telle que
pour tout x de E, {\displaystyle f(x,x)=0\,} implique {\displaystyle x=0\,}
Une forme hermitienne non dégénérée est une forme hermitienne telle que :
pour tout x de E, si {\displaystyle f(x,y)=0\,} pour tout y de E, alors {\displaystyle x=0\,}
Toute forme hermitienne définie est donc non dégénérée. Pour une forme hermitienne positive, la réciproque est vraie grâce à l'inégalité de Cauchy-Schwarz : toute forme hermitienne positive non dégénérée est définie.
Une forme hermitienne définie positive (ou positive non dégénérée) est encore appelée produit scalaire hermitien.

## Exemples
- En dimension finie, on prouve que les seules formes sesquilinéaires à gauche sont les applications définies dans une base par :{\displaystyle f(x,y)={}^{t}{\overline {X}}AY}où X et Y sont les vecteurs colonnes, coordonnées de x et y dans la base {\displaystyle (e_{1},...,e_{n})},  et où A est la matrice définie par {\displaystyle a_{i,j}=f(e_{i},e_{j})\,}.
L'espace vectoriel complexe des formes sesquilinéaires (à gauche) sur un espace vectoriel de dimension n est donc isomorphe à l'espace vectoriel des matrices carrées n×n. Les formes sesquilinéaires hermitiennes correspondent aux matrices A telles que tA = A.
- Soit B un ensemble non vide, et  ℂB le ℂ-espace vectoriel des applications de B dans ℂ, soient  a et b deux éléments de B  et soient x et y deux éléments de ℂB. La forme {\displaystyle f_{a,b}} définie par : {\displaystyle f_{a,b}(x,y)={\overline {x(a)}}y(b)}  est une forme sesquilinéaire (à gauche) à symétrie hermitienne sur  ℂB.

## Généralisations

### Forme sesquilinéaire à valeurs dans un corps quelconque
Soit K un corps et σ un automorphisme d'ordre 2 (c'est-à-dire involutif) et V un espace vectoriel sur le corps K. Une forme sesquilinéaire à droite est une application h : V × V → K telle que :
1. {\displaystyle \forall u,v,w\in V\quad h(u+v,w)=h(u,w)+h(v,w)}
2. {\displaystyle \forall u,v,w\in V\quad h(u,v+w)=h(u,v)+h(u,w)}
3. {\displaystyle \forall \alpha \in K\quad \forall u,v\in V\quad h(\alpha u,v)=\alpha h(u,v)}
4. {\displaystyle \forall \alpha \in K\quad \forall u,v\in V\quad h(u,\alpha v)=\sigma (\alpha )h(u,v).}

Autrement dit, h est linéaire à gauche et semi-linéaire à droite.
Si de plus la forme vérifie la propriété suivante, dite de symétrie hermitienne :
{\displaystyle \forall u,v\in V\quad h(v,u)=\sigma (h(u,v))}
la forme sesquilinéaire est une forme hermitienne et les conditions 2) et 4) sont automatiquement réalisées dès que les conditions 1) et 3) le sont.

### Forme sesquilinéaire à valeurs dans un anneau
Soient A un anneau non nécessairement commutatif et U et V deux A-modules à gauche.
On considère un antiautomorphisme σ sur A, c'est-à-dire une bijection sur A, vérifiant, pour tous α et β de A, σ(α + β) = σ(α) + σ(β) et σ(αβ) = σ(β)σ(α).
Une forme sesquilinéaire à droite sur U × V est une application h de U × V dans A, linéaire à gauche et semi-linéaire à droite, c'est-à-dire vérifiant :
1. {\displaystyle \forall u,v\in U,\quad \forall w\in V\quad h(u+v,w)=h(u,w)+h(v,w)}
2. {\displaystyle \forall u\in U,\quad \forall v,w\in V\quad h(u,v+w)=h(u,v)+h(u,w)}
3. {\displaystyle \forall \alpha \in A\quad \forall u\in U\quad \forall v\in V\quad h(\alpha u,v)=\alpha h(u,v)}
4. {\displaystyle \forall \alpha \in A\quad \forall u\in U\quad \forall v\in V\quad h(u,\alpha v)=h(u,v)\sigma (\alpha ).}